# Loïc Blaise
 (avril 2019).
Si vous disposez d'ouvrages ou d'articles de référence ou si vous connaissez des sites web de qualité traitant du thème abordé ici, merci de compléter l'article en donnant les références utiles à sa vérifiabilité et en les liant à la section « Notes et références ».
Pour les articles homonymes, voir Blaise.
Loïc Blaise est un aviateur et explorateur français né le 24 mai 1977 à Puyricard. Il se fait connaître à travers l'expédition Polar Kid, en collaboration avec le cosmonaute et pilote d'essai russe Valery Tokarev. En 2018, ils ont réussi le premier tour du monde par le cercle polaire arctique à bord d'un prototype d’hydravion ultra léger.

## Biographie
Pilote instructeur, Loïc Blaise a été l'un des plus jeunes pilotes qualifiés pour piloter l’un des derniers hydravions opérationnels : le PBY Catalina, un patrouilleur-bombardier vétéran de la Seconde Guerre mondiale.[réf. souhaitée]
En 2012, la sclérose en plaques le prive de sa licence de vol.

## Polar Kid

### Prologue sibérien
En juillet 2017, alors que Polar Kid, à l’état de prototype, est à peine sorti d’usine, Loïc décide d’effectuer, accompagné de Valery Tokarev un test grandeur nature : L’odyssée 2017 de Polar Kid. 

### Tour du monde des glaces
Le 3 juillet 2018, 6 ans jour pour jour après son diagnostic, Loïc Blaise s’envole avec Valery Tokarev pour le tour du monde des glaces, en ULM, le long du cercle polaire arctique. Une première mondiale réalisée en 45 jours et 23 000 km à travers 3 continents, 3 océans et 7 mers.[réf. souhaitée]

## Plane B

### Mission en cours
À l'issue de ce tour du monde des glaces, Loïc veut désormais participer à l’élaboration de solutions concrètes pour décarboner la planète, mais aussi à les promouvoir. Depuis septembre 2018, il travaille sur une nouvelle première mondiale : à bord d’avions pionniers zéro émission, rejoindre les populations et écosystèmes les plus menacés de la planète et mettre en lumière les Planet Heroes pour inspirer et fédérer une communauté résolue à réduire son empreinte environnementale. 

## Distinctions
En 2018, il a reçu le prix de l'aventurier de l'année au Festival International du Film d’Aventure de Dijon.

## Filmographie
- 2017 : L’incroyable voyage de Polar Kid, film documentaire de Mike Magidson[7],[8]
- 2020 : Groenland : les fils du soleil et de la lune de Christine Oberdorff[9]